# Beladice
Beladice (allemand : Kleinbeladitz, hongrois : Bélád) est un village de Slovaquie situé dans la région de Nitra.

## Histoire
La première mention écrite du village date de 1156.

## Démographie

### Évolution de la population
| Année:               | 1994. | 2004.   | 2014.   | 2024.    |
| -------------------- | ----- | ------- | ------- | -------- |
| Nombre de personnes: | 1544  | 1519    | 1603    | 1768     |
| Différence:          |       | -1,61 % | +5,52 % | +10,29 % |

| Année:               | 2023. | 2024.   |
| -------------------- | ----- | ------- |
| Nombre de personnes: | 1723  | 1768    |
| Différence:          |       | +2,61 % |